# Tecate (Kalifornien)
|  | Dieser Artikel wurde aufgrund von inhaltlichen Mängeln auf der Qualitätssicherungsseite des Projektes USA eingetragen. Hilf mit, die Qualität dieses Artikels auf ein akzeptables Niveau zu bringen, und beteilige dich an der Diskussion! Eine nähere Beschreibung der zu behebenden Mängel fehlt. |

Tecate ist ein gemeindefreies Gebiet im San Diego County im US-Bundesstaat Kalifornien. Es liegt an der Grenze zu Mexiko direkt gegenüber von Tecate an der California State Route 188 auf einer Höhe von 532 m. ü. M.
Der ZIP Code von Tecate ist 91980; der Ort liegt im Vorwahlbereich 619.

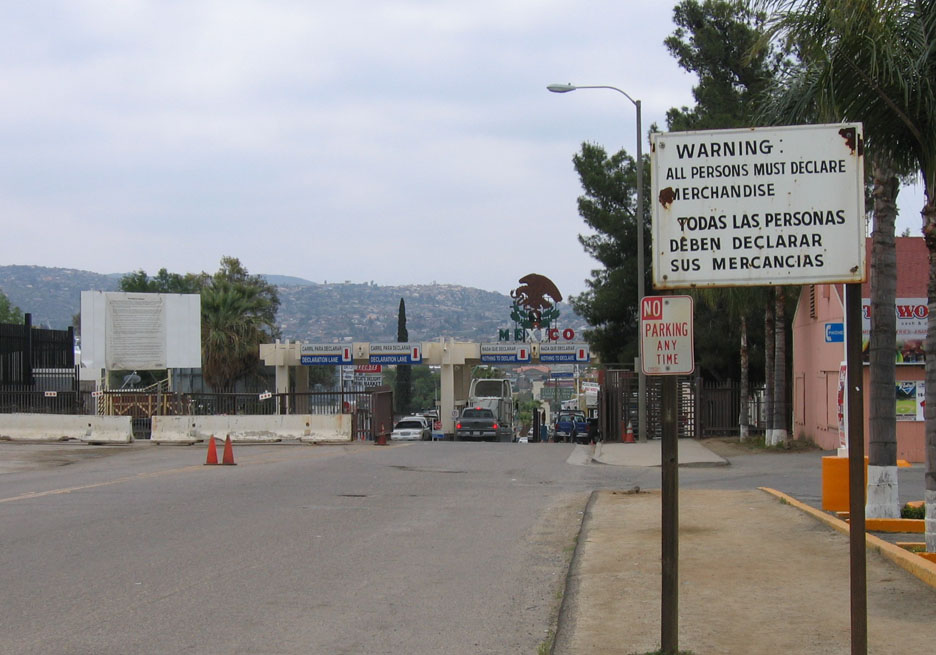
Grenzübergang zwischen den Vereinigten Staaten und Mexiko.